# 19 июля
19 июля — 200-й день года (201-й в високосные годы) по григорианскому календарю.
До конца года остаётся 165 дней.
До 15 октября 1582 года — 19 июля по юлианскому календарю, с 15 октября 1582 года — 19 июля по григорианскому календарю.
В XX и XXI веках соответствует 6 июля по юлианскому календарю.

## Праздники и памятные дни
См. также: Категория:Праздники 19 июля

### Национальные
- Мьянма — Азаниней — День мучеников
- Никарагуа — День революции
- Лаос — День независимости
- Япония — День женщин-министров[2]
- Россия — День пирожков с малиновым вареньем[3]

### Религиозные
Католицизм
- Память Арсения Великого.

 Православие
- Собор Радонежских святых[6];
- память преподобного Сисоя Великого (429);
- память преподобного Сисоя, схимника Печерского, в Дальних пещерах (XIII);
- обретение мощей праведной девы Иулиании, княжны Ольшанской (XVI);
- память мученика Марина, мученицы Марфы, мучеников Авдифакса, Аввакума, Кирина, священномученика Валентина, пресвитера, мученика Астерия и иных многих в Риме (269);
- память священномученика Исавра, диакона, мучеников Иннокентия, Филикса, Ермия, Василия, Перегрина, Руфа и Руфина (III);
- память мученика Коинта (Квинта) Фригийского (ок. 283)[7];
- память мученицы Лукии девы и с нею мучеников Рикса (Авция), Антония, Лукиана, Исидора, Диона, Диодора (Диора), Кутония, Ароноса, Капика и Сатура (301)[8];
- память преподобномученика Евфимия (Любовичева), иеромонаха (1931);
- память преподобномученика Феодора (Богоявленского), иеромонаха (1943);
- празднование в честь Казанской (Богородско-Уфимской) иконы Божией Матери (1621).

## Именины
- Католические: Владислав, Винцент.
- Православные: Валентин, Василий, Иннокентий, Марфа (Марта), Фёдор, Феликс.

## События
См. также: Категория:События 19 июля

### До XIX века
- 4241 год до н. э. — начало древнеегипетского календаря[9].
- 711 — между вестготами и армией Омейядов состоялась битва при Гвадалете, окончившаяся полной победой арабов. Следствием битвы стало падение государства вестготов, завоевание арабами Пиренейского полуострова и последующие затем почти 800 лет Реконкисты.
- 1195 — произошла битва при Аларкосе.
- 1270 — в татарской Орде за отказ отречься от православной веры казнили рязанского князя Романа Ольговича, которого впоследствии канонизирует РПЦ.
- 1485 — итальянский мастер Антон Фрязин заложил на Москве-реке старейшую из башен Московского Кремля — Тайницкую.
- 1551 — Карлсбургским договором подтверждены права Габсбургов на Венгрию и Трансильванию.
- 1553 — в английском королевстве низложена Джейн Грей, пробывшая королевой 9 дней. Новой королевой стала Мария Тюдор.
- 1585 — экспедиция Джона Дэвиса достигла южного берега Гренландии, названного Землёй Запустения.
- 1650 — турецкий посол Осман-ага в Чигирине заключил военный союз с Богданом Хмельницким.
- 1695 — в Англии в популярном сборнике «Как улучшить хозяйство и торговлю» публикуются первые брачные объявления.
- 1696 — Азовские походы Петра I: русская армия овладевает Азовом после капитуляции турецкого гарнизона. Россия получает выход в Азовское море.
- 1701 — в ходе Северной войны между армией Августа Сильного и армией Карла XII произошло сражение на Двине, закончившееся победой шведский армии.
- 1702 — ровно через год после победы на Двине, Карл разбивает Августа в сражении при Клишове.
- 1789 — малоизвестный ещё депутат Максимильен Робеспьер (будущий лидер Французской революции) впервые выступил с поддержкой революционеров.
- 1799
  - Император Павел I утвердил создание в Иркутске Российско-американской компании для освоения Аляски.
  - Во время Египетского похода Наполеона французский лейтенант Пьер Бушар обнаружил Розеттский камень.

### XIX век
- 1802 — В США основан химический концерн «Дюпон де Немур» (DuPont). Создателем компании был молодой француз-эмигрант Элетер Дюпон де Немур. Начинала компания с производства пороха и других взрывчатых веществ и лишь в нашем столетии ассортимент её продукции расширился до производства красок, синтетической резины и тканей, удобрений.
- 1814 — Английский мореплаватель М. Флайндерз в своей книге впервые назвал Зелёный континент Австралией (через 24 часа после публикации книги он скончался).
- 1822 — в переписке Нисефора Ньепса и его брата сообщается про успех в создании световых изображений, «столь прекрасное и интересное для вас и для науки достижение». Возможно, речь шла про одну из первых фотографий[10].
- 1848 — съезд сторонников равноправия женщин принимает Декларацию чувств (19-20 июля)[11].
- 1870 — Началась Франко-прусская война.
- 1886 — В Люксембурге свой последний концерт дал Ференц Лист. 21 июля он прибыл в Байройт (Германия) для участия в Вагнеровских торжествах. Композитор слёг в постель с сильной простудой, которая перешла в воспаление лёгких, и в последний день месяца — 31 июля композитор скончался на 75 году жизни.
- 1900 — открылся Парижский метрополитен. Руководил его сооружением Фюльжанс Бьенвеню, а строительство станций метрополитена шло под руководством архитектора Эктора Гимара.

### XX век
- 1905 — В Российской империи на съезде земских представителей признана провалившейся попытка установления выборного правления в рамках конституционной монархии и начата разработка проекта российской конституции.
- 1908 — В Лондонском соборе святого Павла епископ, благословляя Олимпиаду, произнёс фразу: «Главное — не победа, а участие».
- 1909 — Французский лётчик Юбер Латам, приняв вызов газеты «Дейли Мейл», предложившей 1000 фунтов стерлингов первому пилоту, который перелетит на аэроплане через Ла-Манш, потерпел неудачу. Пролетев 10-13 км, он упал в море из-за неисправности двигателя, которую не сумел устранить в полёте. Латама подобрал французский военный корабль «Гарпун». Через 6 дней успеха добился другой француз — Луи Блерио. Неудачник на следующий год установил рекорд высоты полёта.
- 1914 — Григорий Распутин выжил после попытки покушения на него.
- 1915 — Футбольная ассоциация Англии постановила, что в связи с войной в следующем году отменяются все международные встречи.
- 1916 — Поэт Александр Блок призван на службу в армию.
- 1918
  - В РСФСР вступила в действие первая советская конституция.
  - Гондурас объявил войну Германии, вступив в Первую мировую войну на стороне Антанты.
- 1919 — В Лондоне в течение 21 часа продолжался парад победы.
- 1920 — В России создана чрезвычайная комиссия по ликвидации безграмотности.
- 1924 — Вышел первый номер газеты «Красный спорт» (затем «Советский спорт»).
- 1926 — Екатеринослав переименован в Днепропетровск.
- 1927 — В Ленинграде испытан первый отечественный аэроглиссер.
- 1928 — Китай аннулировал все «несправедливые» договоры с европейскими государствами.
- 1930
  - Правительство Финляндии депортировало лидеров финской компартии в Советский Союз.
  - Торжественное открытие Хибинской горной станции Академии Наук СССР «Тиэтта» — центра научно-исследовательских работ на Кольском полуострове. В 1934 году станция была преобразована в Кольскую базу, в 1949 — создан Кольский филиал АН СССР, теперь Кольский научный центр РАН.
- 1936 — Лидер испанских коммунистов Долорес Ибаррури в речи по радио впервые провозгласила лозунг «¡No pasarán!» («Они не пройдут!»).
- 1937 — Геббельсом открыта выставка «вырожденческого искусства», на которой были выставлены работы авангардистов.
- 1940 — В Англии на время войны запрещена торговля новыми автомобилями.
- 1941
  - И. В. Сталин назначен наркомом обороны СССР.
  - Нацистами организовано гетто в Островно.
- 1943
  - Уинстон Черчилль представил план использования айсбергов в качестве плавучих авиабаз.
  - первый тяжёлый авианалёт англо-американской авиации на Рим, 1.5 тыс. погибших, разрушены рабочие кварталы на Тибре[12].
- 1946 — Первая кинопроба Мэрилин Монро, в результате которой она заключила контракт с киностудией 20th Century Fox.
- 1947 — заговорщики убили Аун Сана и шесть министров временного правительства Британской Бирмы[13].
- 1949
  - Лаос получает независимость от Франции.
  - Президент США Гарри Трумэн заявил, что СССР разрушит сам себя.
- 1951 — Первый дирижабль, построенный в Великобритании после катастрофы R-101, совершил свой первый полёт в Кардингтоне (графство Бедфоршир). Этот маленький дирижабль, названный «Буэнмаут», построен на средства английского Клуба любителей дирижаблей под руководством лорда Вентри.
- 1952 — президент Финляндии Юхо Паасикиви открыл в Хельсинки XV летние Олимпийские игры, в которых впервые приняли участие советские спортсмены.
- 1954 — Выход первого сингла Элвиса Пресли.
- 1961 — Катастрофа DC-6 под Пардо — крупнейшая в Аргентине (67 погибших).
- 1963 — Индонезия объявила, что переименовывает Индийский океан в Индонезийский океан.
- 1966
  - Майкл Коллинз выполнил свой первый и третий в истории Америки выход в открытый космос с борта космического корабля «Джемини X».
  - 50-летний Фрэнк Синатра женился на 20-летней Миа Фэрроу.
- 1967 — Над Хендерсонвиллом (Северная Каролина) столкнулись самолёты Boeing 727-100 компании Piedmont Airlines и частная Cessna 99, погибли все 82 человека.
- 1969 — Индира Ганди отдала распоряжение о национализации 14 крупнейших индийских банков.
- 1980
  - На 6-м метровом канале в Москве начала вещание «Шестая программа ЦТ».
  - В Москве открылись XXII летние Олимпийские игры.
- 1989 — катастрофа DC-10 в Су-Сити (Айова); погибло 111 человек из 296 летевших на борту.
- 1991
  - Б. Ельцин издал указ о «департизации» всех государственных органов России.
  - Тысячи жителей Тегерана в панике покинули город, когда китайский астролог предсказал там скорое землетрясение.
- 1993
  - Начало работы НВС.
  - В США при наборе в армию запрещено задавать вопросы о сексуальной ориентации рекрутов (принцип «Не спрашивай, не говори»).
- 1994 — Леонид Кучма вступил в должность Президента Украины, сменив на этом посту Леонида Кравчука.
- 1996 — В Атланте начались XXVI летние Олимпийские игры, в которых приняли участие рекордное количество спортсменов — 10 744 человека (7060 мужчин и 3684 женщины).

### XXI век
- 2003 — первая в мире операция по пересадке языка прошла успешно[14].
- 2007 — на экраны вышел телесериал «Безумцы»[15].

## Родились
См. также: Категория:Родившиеся 19 июля

### До XIX века
- 3228 год до н. э. — Кришна-джанмаштами, одна из форм Бога в индуизме, восьмая аватара Вишну.
- 810 — имам аль-Бухари (ум. 870), арабский проповедник, один из наиболее авторитетных составителей сборников хадисов.
- 1688 — Лан Шинин (наст. имя Джузеппе Кастильоне; ум. 1766), итальянский иезуит-миссионер и китайский художник.
- 1710 — Прокофий Демидов (ум. 1786), российский уральский заводчик, знаменитый чудак и благотворитель.
- 1737 — Владимир Лукин (ум. 1794), русский драматург и теоретик театра.
- 1742 — Жан-Батист Даво (ум. 1822), французский композитор.
- 1761 — Василий Петров (ум. 1834), русский физик и электротехник, академик Петербургской академии наук.
- 1794 — Хосе Хусто Корро (ум. 1864), президент Мексики (1836—1837).
- 1800 — Хуан Хосе Флорес (ум. 1864), венесуэльский военачальник, первый президент Эквадора.

### XIX век
- 1814 — Сэмюэл Кольт (ум. 1862), американский конструктор и промышленник, основатель фирмы стрелкового оружия.
- 1819 — Готфрид Келлер (ум. 1890), швейцарский писатель.
- 1834 — Эдгар Дега (наст. имя Эдгар-Жермен-Илер де Га; ум. 1917), французский живописец, график и скульптор.
- 1846 — Эдуард Чарлз Пикеринг (ум. 1919), американский астроном, академик.
- 1849 — Фердинанд Брюнетьер (ум. 1906), французский писатель, историк, теоретик литературы, критик.
- 1855 — Александр Эртель (ум. 1908), русский писатель-самоучка.
- 1857 — Александр Макаров (расстрелян в 1919), российский государственный деятель, госсекретарь (1909—1911), министр внутренних дел (1911—1912), министр юстиции (1916) Российской империи.
- 1863 — Герман Бар (ум. 1934), австрийский писатель, драматург, театральный режиссёр, критик.
- 1878
  - Павла Вульф (ум. 1961) российская актриса, заслуженная артистка Республики, учитель Фаины Раневской.
  - Сергей Марков (погиб в 1918), русский военачальник, политик, участник Русско-японской и Гражданской войн, первопоходник, один из лидеров Белого движения на Юге России и организаторов Добровольческой армии.
- 1883 — Макс Флейшер (ум. 1972), польский и американский режиссёр-аниматор и изобретатель.
- 1890 — Георг II (ум. 1947), король Греции (1922—1924, 1935—1947).
- 1893 — Владимир Маяковский (ум. 1930), русский советский поэт, один из крупнейших поэтов XX века.
- 1895 — Сюй Бэйхун (ум. 1953), китайский живописец и график.
- 1896 — Арчибальд Кронин (ум. 1981), английский писатель («Замок Броуди», «Звёзды смотрят вниз», «Цитадель» и др.).
- 1897 — Лео Свемпс (ум. 1975), латышский живописец, педагог, народный художник СССР.
- 1898 — Герберт Маркузе (ум. 1979), немецкий и американский философ, социолог и культуролог.
- 1898 — Александра Воронович (ум. 1985), советская театральная актриса, народная артистка СССР.
- 1900 — Арно Брекер (ум. 1991), немецкий скульптор.

### XX век
- 1903 — Борис Петров (ум. 1973), советский кинооператор (фильмы: «Цирк», «Волга-Волга» и др.).
- 1907 — Изабел Джуэлл (ум. 1972), американская актриса театра и кино.
- 1909 — Сергей Грицевец (погиб в 1939), советский лётчик-истребитель, дважды Герой Советского Союза.
- 1910 — Франсиско Колоане (ум. 2002), чилийский писатель.
- 1919 — Патрисия Медина (ум. 2012), британская киноактриса.
- 1921 — Розалин Ялоу (ум. 2011), американский биофизик, лауреат Нобелевской премии по физиологии или медицине (1977).
- 1922 — Павел Панков (ум. 1978), актёр театра и кино, заслуженный артист РСФСР.
- 1923 — Алекс Ханнум (ум. 2002), американский баскетболист и тренер.
- 1929
  - Гастон Глок (ум. 2023), австрийский инженер и бизнесмен, основатель компании Glock.
  - Эммануэль Ле Руа Ладюри (ум. 2023), французский историк.
- 1934
  - Роман Хомятов (ум. 1996), актёр театра и кино, заслуженный артист РСФСР.
  - Александр Ширвиндт (ум. 2024), актёр театра и кино, театральный режиссёр, сценарист, педагог, народный артист РСФСР.
- 1935 — Василий Ливанов, киноактёр, режиссёр кино и мультипликации, сценарист, народный артист РСФСР.
- 1938 — Вахтанг Кикабидзе (ум. 2023), советский и грузинский актёр, певец, сценарист, кинорежиссёр, автор песен.
- 1941 — Наталия Бессмертнова (ум. 2008), балерина, балетмейстер, педагог, народная артистка СССР.
- 1946
  - Алан Горри, шотландский музыкант, один из основателей группы Average White Band.
  - Илие Настасе, румынский теннисист, первая ракетка мира (1971), первый в мире теннисист с призовыми выше 1 млн долл.
- 1947
  - Ханс-Юрген Крайше, восточногерманский футболист, бронзовый призёр Олимпийских игр (1972).
  - Брайан Мэй, британский музыкант, автор песен, гитарист рок-группы Queen.
- 1951 — Абель Феррара, американский кинорежиссёр, сценарист, клипмейкер.
- 1952 — Владимир Морозов, советский гребец-байдарочник, олимпийский чемпион (1976), трёхкратный чемпион мира.
- 1957 — Павел Любимцев, актёр, теле- и радиоведущий, театровед, режиссёр, педагог, народный артист России.
- 1960
  - Вера Сотникова, советская и российская актриса театра и кино, телеведущая.
  - Атом Эгоян, канадский кинорежиссёр, сценарист, продюсер, актёр.
- 1962 — Энтони Эдвардс, американский актёр кино и телевидения, продюсер, лауреат премии «Золотой глобус».
- 1963 — Сергей Зверев, российский парикмахер, стилист, певец, актёр, мастер эпатажа.
- 1964 — Тереза Эдвардс, американская баскетболистка, 4-кратная олимпийская чемпионка.
- 1968 — Павел Кука, чешский футболист, серебряный призёр чемпионата Европы (1996).
- 1971 — Виталий Кличко, украинский политик, городской голова Киева (с 2014), в прошлом боксёр-тяжеловес, чемпион мира.
- 1972 — Эббе Санд, датский футболист.
- 1976
  - Бенедикт Камбербэтч, британский актёр театра, кино и телевидения.
  - Винесса Шоу, американская киноактриса и модель.
- 1982 — Джаред Падалеки, американский актёр кино и телевидения.
- 1983 — Фёдор Тютин, российский хоккеист, чемпион мира (2008).
- 1984 — Диана Мокану, румынская пловчиха, двукратная олимпийская чемпионка (2000), чемпионка мира (2001).
- 1985 — Ламаркус Олдридж, американский баскетболист.
- 1987 — Джон Джонс, американский боец MMA.
- 1988 — Шейн Доусон, американский видеоблогер, актёр, комик.
- 1997 — Зак Веренски, американский хоккеист, чемпион мира (2025).

## Скончались
См. также: Категория:Умершие 19 июля

### До XIX века
- 1374 — Франческо Петрарка (р. 1304), итальянский поэт.

### XIX век
- 1810 — Луиза Прусская (р. 1776), супруга Фридриха Вильгельма III, королева-консорт Пруссии, бабушка российского императора Александра II.
- 1824 — Агустин I (р. 1783), император Мексики (1822—1823).
- 1837 — Александр Бестужев-Марлинский (р. 1797), русский писатель-декабрист.
- 1842 — Пьер Жозеф Пеллетье (р. 1788), французский химик, основатель химии алкалоидов.
- 1850 — Маргарет Фуллер (р. 1810), американская журналистка, писательница, борец за права женщин.
- 1851 — Томаш Зан (р. 1796), польский и белорусский поэт.
- 1855 — Константин Батюшков (р. 1787), русский поэт.
- 1878 — Егор Золотарёв (р. 1847), русский математик.
- 1891 — Педро Антонио де Аларкон (р. 1833), испанский писатель и политик.

### XX век
- 1924 — Павел Рябушинский (р. 1871), российский предприниматель, банкир, политический деятель.
- 1937 — Джордж Паркер (р. 1863), американский изобретатель перьевой ручки, основатель компании Parker Pen Company.
- 1940 — Николай Лукин (р. 1885), русский советский историк, публицист, академик АН СССР, преподаватель Московского университета.
- 1946 — Александр Богомолец (р. 1881), украинский советский врач-патофизиолог и общественный деятель, академик.
- 1947 — убит Аун Сан (р. 1915), бирманский генерал, политический деятель, революционер.
- 1955 — Юлий Мадерниекс (р. 1870), латышский художник, мастер декоративно-прикладного искусства.
- 1957 — Курцио Малапарте (р. 1898), итальянский писатель, сценарист и режиссёр.
- 1982 — Хью Эверетт (р. 1930), американский физик, автор теории параллельных миров.
- 1984 — Фаина Раневская (р. 1896), актриса, народная артистка СССР.
- 1990 — Георгий Бурков (р. 1933), актёр театра и кино, заслуженный артист РСФСР.
- 1991 — Юрий Медведев (р. 1920), актёр театра и кино, народный артист РСФСР.

### XXI век
- 2002 — Александр Гинзбург (р. 1936), советский журналист и издатель, правозащитник, диссидент, член Московской Хельсинкской группы.
- 2004 — Дзэнко Судзуки (р. 1911), японский политик, в 1980—1982 премьер-министр Японии.
- 2005 — Ален Бомбар (р. 1924), французский врач и путешественник, в 1952 г. за 65 дней в одиночку перешедший Атлантический океан на надувной лодке.
- 2006 — Жерар Ури (р. 1919), французский актёр и кинорежиссёр-комедиограф.
- 2009 — Савва Ямщиков (р. 1938), русский реставратор, историк искусства, публицист.
- 2010
  - Игорь Добролюбов (р. 1933), кинорежиссёр, актёр, педагог и сценарист, народный артист Белорусской ССР.
  - Дэвид Уоррен (р. 1925), австралийский учёный, изобретатель аварийного бортового самописца («чёрного ящика»).
- 2011 — Карэн Хачатурян (р. 1920), армянский композитор, лауреат Государственной премии СССР.
- 2013
  - Михаил Горшенёв (р. 1973), российский рок-музыкант, лидер панк-группы «Король и Шут».
  - Дмитрий Сарабьянов (р. 1923), советский и российский искусствовед.
  - Берт Траутманн (р. 1923), немецкий футболист.
- 2015
  - Галина Прозуменщикова (р. 1948), первая советская олимпийская чемпионка по плаванию.
  - Геннадий Селезнёв (р. 1947), российский политик, председатель Госдумы II и III созывов.
- 2018 — Денис Тен (р. 1993), казахстанский фигурист.
- 2022 — Руслана Писанка (р. 1965), украинская актриса и телеведущая.
- 2024
  - Нгуен Фу Чонг (р. 1944), вьетнамский политический и государственный деятель, президент Вьетнама (2018—2021), Генеральный секретарь ЦК КПВ (с 2011 года).
  - Ирина Фарион (р. 1964), украинская общественная деятельница.
- 2025
  - Ингвар Амбьёрнсен (р. 1956), норвежский писатель.
  - Эпштейн, Гиора (известен как Эвен; р. 1938), бригадный генерал Военно-воздушных сил Израиля, наиболее результативный лётчик-истребитель в истории арабо-израильского конфликта.

## Приметы
- Еремей. Всякий Еремей про себя разумей: когда сеять, когда жать, когда в скирды убирать[16].
- В этот день начинали люди варить варенье из чёрной смородины[17].